# Ostend Pirates

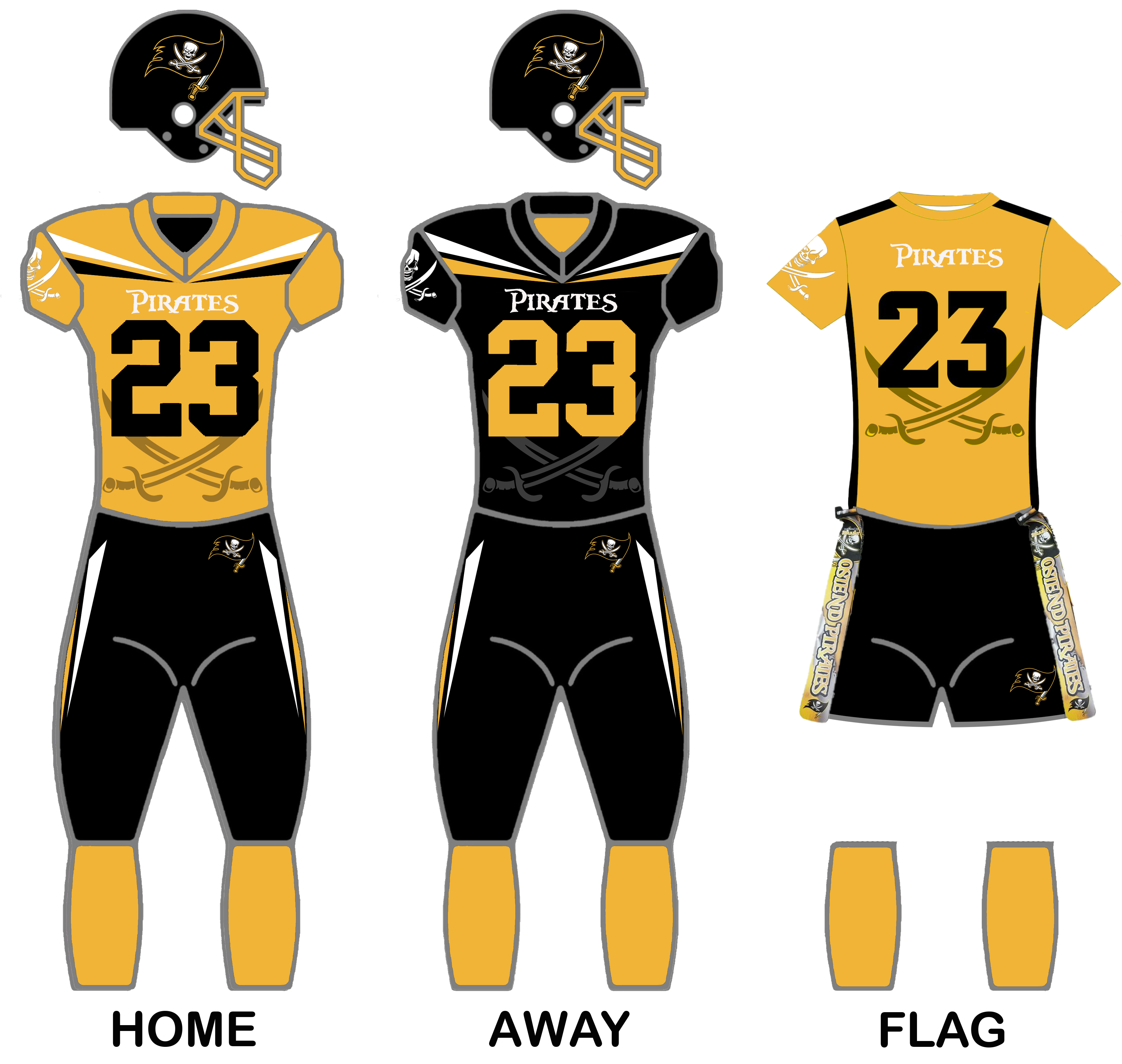
uniform

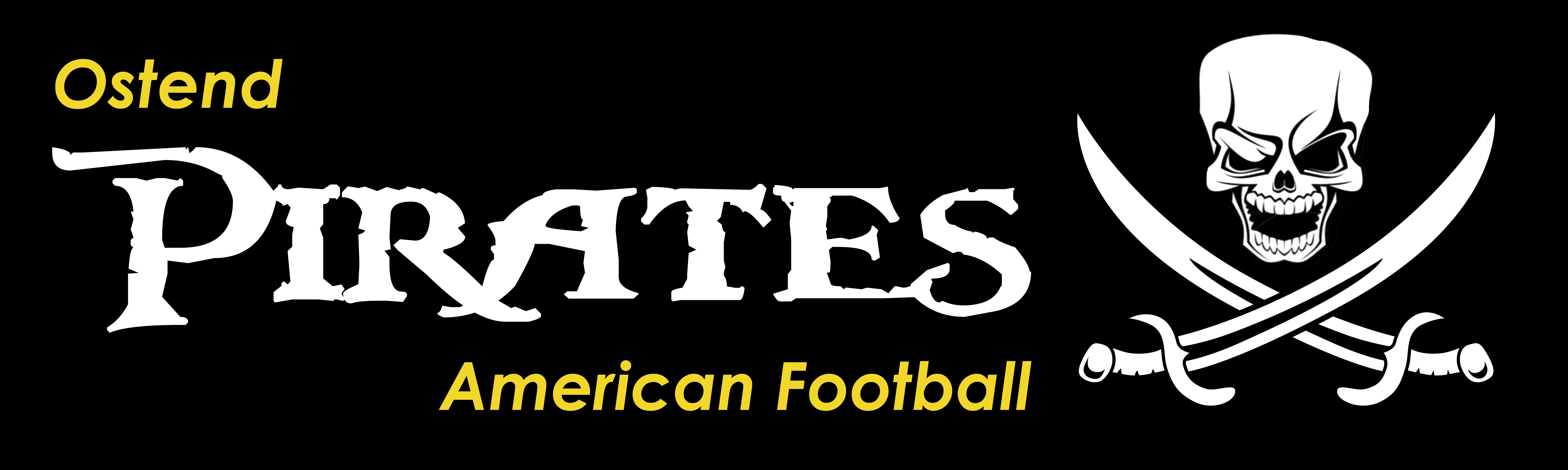
Ostend Pirates

De Ostend Pirates is een Belgisch American-football-team met thuisbasis Oostende. Het team werd in 2012 opgericht. Zij behoren tot de Flemish American Football League (FAFL)-conferentie in de Belgian American Football League (BAFL).

## Geschiedenis
In de jaren '80 werd er in Oostende football gespeeld, het stadsteam was de Ostend Tigers. In 2001 vormden de Tigers, na de fusie met de Izegem Redskins, een nieuwe team, de West Flanders Tribes (trainingslocatie Oostende en Izegem). In 2012 splitsten de West-Vlaanderen Tribes in twee volwaardige ploegen, de Ostend Pirates en de Izegem Tribes. De Ostend Pirates konden in 2013 nog niet deelnemen aan de Belgische competitie, dit jaar was een bufferjaar om de organisatie klaar te stomen voor de Belgische competitie. De Ostend Pirates speelden hun eerste wedstrijd in februari 2014.
In augustus 2021 werd de eerste Ostend Pirates Flag Teams opgericht (de U13) en de kleintjes deden voor hun eerste jaar het heel goed voor hun eerste jaar en eindigde op de vierd plaats dat jaar.

## Belgische competitie
Alle Ostend Pirates teams (Seniors, U19 en U16) behoren tot de Belgische footballtop, de Ostend Pirates Seniors zijn een divisie 1-team.

## Prestaties Senior Team
- Playoffs semi-finals 2014 (Eerste seizoen in de Belgische competitie FAFL)
- Playoffs semi-finals 2015
- Belgian Bowl - Belgisch kampioen: 2016
- Playoffs semi-finals 2017
- BAFL - Belgisch kampioen: 2023

## Prestaties U17 Team
- BAFL U16 - Vice kampioenen 2023 (Finale tegen Leuven Lions)
- BAFL U17 - Vice kampioen 2024 (Finale tegen Mons Knights)
- BAFL U17 - 3de plaats 2025

## Prestaties Flag Teams
- BAFL FLAG - U13 - 4de plaats 2022 (eerste jaar deelnaam)
- BAFL FLAG - U11 - 3de plaats 2024
- FFFA FLAG - U11 - 3de plaats internationaal tournooi Frankrijk 2025
- BAFL FLAG - U11 - 2de plaats 2025

## Active Teams
TACKLE
- U17 - Cadets
- U20 - Juniors
- Seniors

FLAG
- U11 - Peewee’s
- U13 - Youth 13
- U15 - Cadets
- U17 - Cadets
- Seniors

## Bekende (oud-)Pirates
Tibo Debaillie